# 의례
세리머니(ceremony) 또는 의례(儀禮) 또는 의식은 목적을 지닌 통일된 의식 (문화) 행사로, 일반적으로 특별한 경우에 수행되는 다양한 예술적 구성 요소로 구성된다.
'세리머니'라는 단어는 라틴어 caerimonia를 통해 에트루리아어에서 유래되었을 것으로 추정한다.

## 종교 및 민간(세속) 의례
댈리 메신저(Dally Messenger)와 알랭 드 보통에 따르면 대부분의 서구 국가에서 교회 및 시민 의식에서 표현되는 가치와 이상은 일반적으로 유사하다. 메신저는 "초자연적 인프라"라고 부르며 드 보통은 "믿을 수 없는 초자연적 요소"라고 부르는 것이 차이점이다.
대부분의 종교는 신이 부여한 추가적인 이점을 주장한다. 예를 들어 로마 카톨릭은 미사에서 봉헌의 말을 통해 하나님 자신이 실제로 제단에 임재하신다고 믿는다.
종교적, 시민적 의식은 모두 모든 의식이 달성하고자 하는 강력한 심리적, 사회적, 문화적 영향력을 공유한다. 연주되는 음악 스타일, 사용된 단어, 기타 구성 요소 및 구조는 다양하다.

## 같이 보기
- 주춧돌
- 선물 (물건)
- 기공식
- 인간의 조건
- 전례
- 개회식
- 통과 의례
- 토핑 아웃
- 숭배